# Hemidactylus citernii
Hemidactylus citernii är en ödleart som beskrevs av  George Albert Boulenger 1912. Hemidactylus citernii ingår i släktet Hemidactylus och familjen geckoödlor. Inga underarter finns listade i Catalogue of Life.